# Bad Gyal

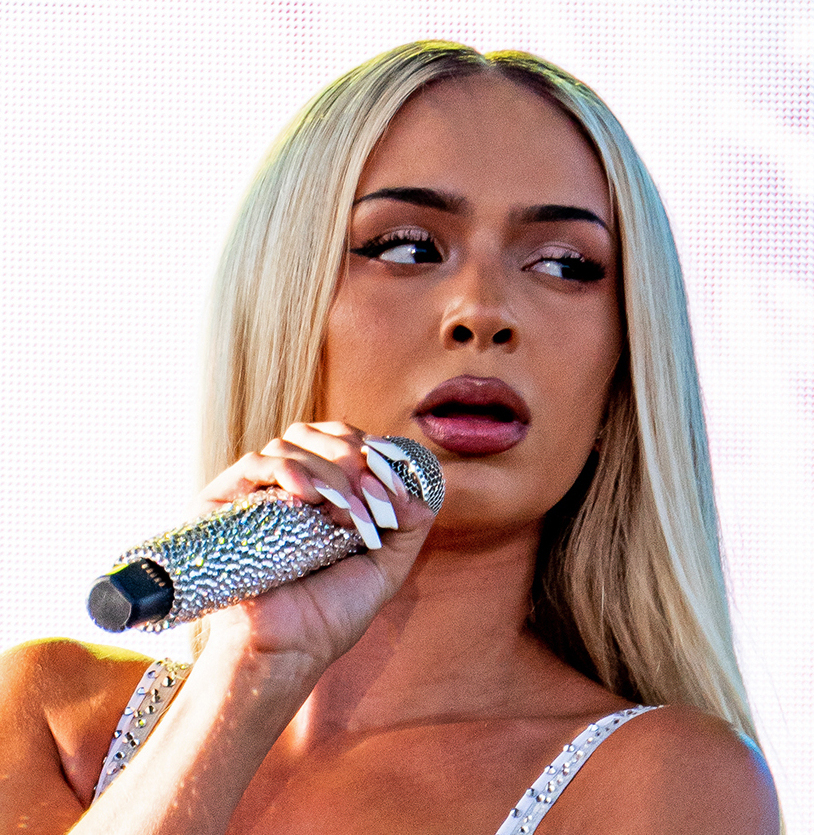
Bad Gyal (2022)

Alba Farelo Solé (* 7. März 1997 in Vilassar de Mar), bekannt unter ihrem Künstlernamen Bad Gyal, ist eine spanische Sängerin. Sie wird oft als „die Königin von Spanien“ bezeichnet.

## Leben und Wirken
Ihre Musik stellt einen Mix von Genres wie Reggaeton, Dancehall und Trap dar. Neben ihrer Karriere als Sängerin ist sie für ihre Arbeit als DJ und für ihr Engagement als Feministin und Aktivistin für LGBT-Rechte bekannt. Ebenso ist sie als Model tätig und gab ihr Laufstegdebüt bei der Show von Andrés Sardá im Frühjahr/Sommer 2022 bei der Madrid Fashion Week.
Ihre Musikkarriere begann, nachdem sie 2016 ihre Interpretation des Rihanna-Songs Work mit katalanischem Text bei YouTube hochgeladen hatte. In den Folgejahren machte sie zunächst weiterhin Musik als unabhängige Künstlerin und veröffentlichte Songs und Mixtapes, die sie als aufstrebende Künstlerin in der spanischen Urban-Szene bekannt machten.
2019 unterschrieb sie einen Plattenvertrag bei Interscope Records und Afterclub. Daraufhin gelang ihr mit Liedern wie Santa María, Zorra und Alocao (mit Omar Montes) den Durchbruch im Mainstream, letzteres wurde 2019 in Spanien zum Nummer-eins-Hit.
Im Jahr 2021 veröffentlichte sie ihr erstes Projekt unter Vertrag: Warm Up und Sound System.
2024 veröffentlichte sie ihr Debütalbum La joia, mit dem sie im Februar auf Platz 1 in Spanien stieg.

## Diskografie

### Studioalben
| Jahr | Titel Musiklabel                                          | Höchstplatzierung, Gesamtwochen, AuszeichnungChartsChartplatzierungen (Jahr, Titel, Musiklabel, Platzierungen, Wochen, Auszeichnungen, Anmerkungen) | Anmerkungen                           |
| Jahr | Titel Musiklabel                                          | ES | Anmerkungen                           |
| ---- | --------------------------------------------------------- | --- | ------------------------------------- |
| 2024 | La joia Universal Music Latino / Interscope Records (UMG) | ES1 Platin · (… Wo.)ES | Erstveröffentlichung: 26. Januar 2024 |

### Mixtapes
- Slow Wine Mixtape (2016)
- Worldwide Angel (2018)

### EPs
| Jahr | Titel Musiklabel                             | Höchstplatzierung, Gesamtwochen, AuszeichnungChartsChartplatzierungen (Jahr, Titel, Musiklabel, Platzierungen, Wochen, Auszeichnungen, Anmerkungen) | Anmerkungen                         |
| Jahr | Titel Musiklabel                             | ES | Anmerkungen                         |
| ---- | -------------------------------------------- | --- | ----------------------------------- |
| 2021 | Warm Up Aftercluv / Interscope Records (UMG) | ES5 (68 Wo.)ES | Erstveröffentlichung: 19. März 2021 |

Weitere EPs
- Sound System: The Final Releases (2021)

### Singles
| Jahr | Titel Album                                         | Höchstplatzierung, Gesamtwochen, AuszeichnungChartsChartplatzierungen (Jahr, Titel, Album, Platzierungen, Wochen, Auszeichnungen, Anmerkungen) | Anmerkungen                                               |
| Jahr | Titel Album                                         | ES | Anmerkungen                                               |
| --- | --------------------------------------------------- | --- | --------------------------------------------------------- |
| 2019 | Santa Maria –                                       | ES14 Platin · (14 Wo.)ES | Erstveröffentlichung: 5. Juli 2019 feat. Busy Signal      |
| 2019 | Hookah –                                            | ES55 Platin · (27 Wo.)ES | Erstveröffentlichung: 19. Juli 2019                       |
| 2019 | Alocao –                                            | ES1 ×6Sechsfachplatin · (44 Wo.)ES | Erstveröffentlichung: 24. Oktober 2019 mit Omar Montes    |
| 2019 | Zorra –                                             | ES2 ×4Vierfachplatin · (31 Wo.)ES | Erstveröffentlichung: 12. Dezember 2019                   |
| 2020 | Aprendiendo el sexo Warm Up                         | ES29 Gold · (3 Wo.)ES | Erstveröffentlichung: 31. Juli 2020                       |
| 2020 | Blin blin Warm Up                                   | ES7 ×2Doppelplatin · (19 Wo.)ES | Erstveröffentlichung: 13. November 2020 feat. Juanka      |
| 2021 | Flow 2000 –                                         | ES28 ×3Dreifachplatin · (14 Wo.)ES | Erstveröffentlichung: 14. Oktober 2021                    |
| 2021 | Nueva York (Tot*) Sound System: The Final Releases  | ES5 Platin · (16 Wo.)ES | Erstveröffentlichung: 25. November 2021                   |
| 2021 | Su payita (Gramos) Sound System: The Final Releases | ES18 Platin · (6 Wo.)ES | Erstveröffentlichung: 2. Dezember 2021                    |
| 2022 | La prendo –                                         | ES22 ×2Doppelplatin · (20 Wo.)ES | Erstveröffentlichung: 26. Mai 2022                        |
| 2022 | Tremendo culón –                                    | ES92 (1 Wo.)ES | Erstveröffentlichung: 16. Juni 2022                       |
| 2022 | Sexy La joia                                        | ES62 Gold · (1 Wo.)ES | Erstveröffentlichung: 14. Juli 2022                       |
| 2022 | Sin carné La joia                                   | ES35 Gold · (3 Wo.)ES | Erstveröffentlichung: 6. Oktober 2022                     |
| 2022 | Real G La joia                                      | ES12 Platin · (8 Wo.)ES | Erstveröffentlichung: 2. Dezember 2022 feat. Quevedo      |
| 2023 | Chulo –                                             | ES16 ×4Vierfachplatin · (41 Wo.)ES | Erstveröffentlichung: 10. Februar 2023                    |
| 2023 | El sol me da –                                      | ES90 (1 Wo.)ES | Erstveröffentlichung: 7. Juni 2023                        |
| 2023 | Mi Lova La joia                                     | ES21 Platin · (12 Wo.)ES | Erstveröffentlichung: 7. Juli 2023 feat. Myke Towers      |
| 2023 | Enamórate –                                         | ES24 Gold · (8 Wo.)ES | Erstveröffentlichung: 14. November 2023 mit Nicki Nicole  |
| 2023 | Give Me La joia                                     | ES49 (2 Wo.)ES | Erstveröffentlichung: 15. Dezember 2023                   |
| 2024 | Bota niña La joia                                   | ES86 (1 Wo.)ES | Erstveröffentlichung: 12. Januar 2024 mit Anitta          |
| 2024 | Guay –                                              | ES8 Platin · (17 Wo.)ES | Erstveröffentlichung: 18. April 2024 mit Ozuna            |
| 2024 | Duro de verdad Pt.2 –                               | ES2 ×2Doppelplatin · (27 Wo.)ES | Erstveröffentlichung: 12. September 2024 mit Los Sufridos |
| 2025 | Angelito –                                          | ES7 Platin · (24 Wo.)ES | Erstveröffentlichung: 16. Januar 2025 mit Trueno          |
| 2025 | Comernos –                                          | ES5 Platin · (… Wo.)ES | Erstveröffentlichung: 17. April 2025 mit Omar Courtz      |
| 2025 | Da me –                                             | ES7 Gold · (… Wo.)ES | Erstveröffentlichung: 5. Juni 2025                        |
| 2025 | Última noche –                                      | ES23 (… Wo.)ES | Erstveröffentlichung: 17. Juli 2025 mit Ozuna             |
| Folgende Lieder erschienen nicht als Single, wurden aber durch das Album zum Download und Streaming bereitgestellt und konnten somit eine Platzierung erlangen: |                                                     | |                                                           |
| |                                                     | |                                                           |
| 2021 | 44 Warm Up                                          | ES17 Platin · (10 Wo.)ES | feat. Rema                                                |
| 2021 | Judas Warm Up                                       | ES44 (1 Wo.)ES | feat. Khea                                                |
| 2021 | Iconic Warm Up                                      | ES91 (1 Wo.)ES |                                                           |
| 2021 | Gasto Warm Up                                       | ES99 (1 Wo.)ES |                                                           |
| 2021 | Slim Thick Sound System: The Final Releases         | ES43 (1 Wo.)ES |                                                           |
| 2023 | Bad Boy La joia                                     | ES51 (3 Wo.)ES | feat. Ñengo Flow                                          |
| 2023 | Así soy La joia                                     | ES78 (1 Wo.)ES | feat. Morad                                               |
| 2023 | La que no se mueva La joia                          | ES90 (1 Wo.)ES | feat. Tommy Lee Sparta                                    |
| 2023 | Perdió este culo La joia                            | ES15 Platin · (14 Wo.)ES |                                                           |
| 2023 | Skit La joia                                        | ES66 (1 Wo.)ES |                                                           |
| 2023 | Sexesexy La joia                                    | ES37 Gold · (4 Wo.)ES | mit Mushkaa & Bexnil                                      |
| 2024 | Fiebre Slow Wine Mixtape                            | ES93 ×5Fünffachplatin · (2 Wo.)ES |                                                           |

Weitere Singles
- Mercadona (2016, ES: Gold)
- Jacaranda (featuring Dubbel Dutch, 2017, ES: Gold)
- Más raro (2018, ES: Gold)
- Esta noche (mit Lalo Ebratt, 2021)
- Que rico (mit Un Titico & El Dany MG, 2023, ES: Gold)

### Gastbeiträge
| Jahr | Titel Album                         | Höchstplatzierung, Gesamtwochen, AuszeichnungChartsChartplatzierungen (Jahr, Titel, Album, Platzierungen, Wochen, Auszeichnungen, Anmerkungen) | Anmerkungen                                                                       |
| Jahr | Titel Album                         | ES | Anmerkungen                                                                       |
| --- | ----------------------------------- | --- | --------------------------------------------------------------------------------- |
| 2020 | Tu eres un bom bom (Remix) –        | ES9 Platin · (11 Wo.)ES | Erstveröffentlichung: 10. April 2020 Kafu Banton feat. Bad Gyal                   |
| 2021 | Bobo La Tóxica                      | ES41 Gold · (2 Wo.)ES | Erstveröffentlichung: 25. Juni 2021 Mariah Angeliq feat. Bad Gyal & María Becerra |
| 2024 | 2AM Milagro                         | ES18 Platin · (16 Wo.)ES | Erstveröffentlichung: 22. November 2024 Sebastián Yatra feat. Bad Gyal            |
| 2025 | Orilla Mr. Fino Riddim: The Mixtape | ES7 Gold · (14 Wo.)ES | Erstveröffentlichung: 14. März 2025 8Belial feat. Bad Gyal & Virtual Flavor       |
| Folgende Lieder erschienen nicht als Single, wurden aber durch das Album zum Download und Streaming bereitgestellt und konnten somit eine Platzierung erlangen: |                                     | |                                                                                   |
| |                                     | |                                                                                   |
| 2023 | Kármika Mañana será bonito          | ES19 Platin · (9 Wo.)ES | Charteinstieg: 2. März 2023 Karol G feat. Bad Gyal & Sean Paul                    |
| 2024 | Wet No hay verano sin Gordo         | ES82 (… Wo.)ES | Gordo feat. Bad Gyal                                                              |

Weitere Lieder mit Auszeichnungen
- 2021: Open the Door (Bad Gyal feat. DJ Papis; ES: Gold)
- 2023: Candela (feat. Dubbel Dutch; ES: Gold)
- 2024: Otra Vez Más (ES: Gold)

## Filmografie
Serien
- 2019: La hora musa
- 2020: Gaudir
- 2021: Maestros de la costura
- 2021: Drag Race España